# Eurycyde curvata
Eurycyde curvata là một loài nhện biển trong họ Ascorhynchidae. Loài này thuộc chi Eurycyde. Eurycyde curvata được miêu tả khoa học năm 1979 bởi Child.